# Київська декларація (2007)
Київська декларація — підсумковий документ, ухвалений Парламентською асамблеєю Організації з безпеки і співробітництва в Європі 9 липня 2007 року, що проходила в Києві.
16-а щорічна сесія ПА ОБСЄ проходила в Києві з 5 по 9 липня. У ній взяли участь близько 700 європейських парламентарів з 51 країни. Київська декларація була розроблена за результатами п'яти днів роботи парламентарів.
Підсумковий документ складається з 46 сторінок, у якому десять резолюцій ПА ОБСЄ з найрізноманітніших проблем світового значення, а також три розділи з висновками-рекомендаціями комітетів Асамблеї.

## Вміст
У преамбулі наголошується, що парламентарі держав-учасниць ОБСЄ зібрались в Києві на щорічну сесію, щоб оцінити стан і виклики в галузі безпеки і співпраці, особливо стосовно виконання зобов'язань ОБСЄ.
Декларація складається з трьох розділів.
У першому розділі, який стосується політичних питань і питань безпеки, окремо приділена увага енергетичній безпеці і політичній ситуації в Білорусі.
У резолюції в частині енергобезпеки підкреслюється необхідність подальшого використання відновлювальних джерел енергії, у зв'язку з чим вітається поставлена ЄС мета довести частку поновлюваних джерел енергії до 12% до 2010 року і до 20% до 2020 року.
Другий розділ Декларації стосується економічних питань, науки і технологій, а також навколишнього середовища.
У ньому ПА ОБСЄ закликала до створення і впровадження єдиної статистичної системи з міграційних потоків і забезпечення недорогих і безпечних грошових переказів для мігрантів в країни їх походження, і рекомендувала створити для мігрантів ощадні рахунки для розповсюдження продуктивних капіталовкладень в країнах їх походження.
Третя частина Декларації стосується демократії, прав людини і гуманітарних питань. У ній ПА ОБСЄ закликала державні інститути всіх країн-учасниць прийняти зобов'язання щодо запобігання "ерозії свободи" і недопущення атмосфери безкарності, яка в деяких випадках призводить до насильства над журналістами.
Декларація також включає всі резолюції, прийняті напередодні комітетами ПА ОБСЄ:
- про роль і статус Асамблеї в структурі ОБСЄ;
- про врегулювання конфліктів на території країн - членів ОБСЄ. Автором Резолюції став представник постійної делегації Верховної Ради України в Парламентській асамблеї Організації з безпеки і співпраці в Європі Олег Білорус;
- про жінок в умовах миру і безпеки;
- про заборону касетних бомб;
- про незаконні повітряні перевезення легкої і стрілецької зброї та боєприпасів до неї;
- про стратегію екологічної безпеки, про лібералізацію трансатлантичної торгівлі;
- про зміцнення взаємодії ОБСЄ з правозахисниками і національними правозахисними установами;
- про посилення протидії торгівлі людьми на території держав-учасників ОБСЄ;
- про боротьбу з антисемітизмом, расизмом, ксенофобією і іншими формами нетерпимості, зокрема щодо мусульман і ромів. У Резолюцію включені також пункти, в яких ПА висловлює "заклопотаність з приводу прославляння нацистського руху, зокрема через зведення монументів і меморіалів, а також проведення публічних демонстрацій, які прославляють нацистське минуле, нацистський рух і неонацизм".